# Gwary Żywiecczyzny
Gwary Żywiecczyzny (znane również jako gwara żywiecka) – grupa gwar języka polskiego charakterystyczna dla mieszkańców Żywca oraz jego okolic (Żywiecczyzny). Zaliczane są do gwar południowomałopolskich, które z kolei wchodzą w skład dialektu małopolskiego. Gwary Żywiecczyzny nie zostały wyróżnione na mapie gwarowej Kazimierza Nitscha i Stanisława Urbańczyka, jednak jest wspomniana w opisie gwar Pogórza i pasa górskiego, stworzonym przez tych samych dialektologów.
W gwarach Żywiecczyzny można zauważyć wpływ sąsiednich gwar górnośląskich (wygłosowe staropolskie -e realizowane jako -i w rzeczownikach oraz w mianowniku i bierniku l.p. rodzaju nijakiego w odmianie przymiotników z rzeczownikami (np. taki zieli, gupi godani), realizowanie nosówek niewiele różniących się od normy ogólnopolskiej, słaba labializacja -o w śródgłosie po twardych spółgłoskach wargowych i tylnojęzykowych, utrzymywanie się wygłosowego -ch w rzeczownikach rodzaju męskiego (w innych rodzajach gramatycznych przechodzi w -k)).
Gwary Żywiecczyzny zachowują dwie podstawowe cechy dialektu małopolskiego: fonetykę międzywyrazową udźwięczniającą oraz mazurzenie.

## Podział gwar
Pod względem fonetycznym teren Żywiecczyzny można podzielić na trzy części:
- część południowo-wschodnią
- część południowo-zachodnią
- część północną

Podział ten bierze się z niejednolitości tych gwar – realizacji nosówek, nasilenia labializacji samogłoski-o, przejścia -ch w -k oraz przejścia -ć w bezokoliczniku w -j. Spośród innych czynników można wyróżnić również ukształtowanie terenu oraz związaną z nią migrację ludności.